# Sedrata
Sedrata (în arabă سدراتة) este o comună din provincia Souk Ahras, Algeria.
Populația comunei este de 53.218 locuitori (2008).